# Рельєф (феодальний платіж)
Рельєф (фр. relèvement; англ. relief; лат. relevium) — феодальний платіж, що сплачувався спадкоємцем лицарського лену своєму сеньйору під час вступу у спадщину. Зобов’язання сплати рельєфу підтримувало умовний характер феодального земельного утримання й забезпечувало збереження системи васально-ленних відносин у середньовічній Європі. Рельєф, з одного боку, являв собою матеріальне підтвердження прав сеньйора стосовно лену його васала, а з іншого боку, під час  його сплати, гарантував васалу безперешкодний вступ у спадок свого батька. Первинно величина рельєфу не була фіксованою, що використовувалось монархами для вилучення значних коштів з баронів під час погодження на спадщину. Аналогічний платіж залежних селян своїм феодалам мав назву менморт (у Франції) чи геріот (в Англії та Шотландії).

## Рельєф в Англії
Інституцію рельєфу було внесено в Англію нормандськими завойовниками у другій половині XI століття. В англосаксонський період існував платіж у разі спадкування земель тенами, однак він мав натуральний характер (зазвичай, озброєння, коні чи обладунки), не залежав від величини ділянки чи її прибутковості й не відрізнявся термінологічно від аналогічних зборів, що сплачувались селянами (геріот). З формуванням в Англії після нормандського завоювання класичної васально-ленної системи інститут рельєфу увійшов до системи поземельних відносин між різними рівнями феодальної ієрархії. Рельєф стягувався як під час спадкування «панцирних ленів» лицарів, так сержантерій, утримання яких не передбачало обов’язкової військової служби. У період високого середньовіччя рельєфи також підлягали сплаті й під час спадкування ділянок на праві сокажу, що утримувались вільними селянами та дрібними лицарями за грошову ренту. 
Розмір рельєфу первинно не було встановлено, що сприяло зловживанням цим правом з боку королів, зокрема у період правління Вільгельма II. Це призвело до того, що англійські барони почали вимагати під час обрання нового монарха складання їм клятви стягувати рельєф у справедливому розмірі. Перше таке зобов’язання короля зафіксовано в хартії вольностей, підписаній Генріхом I під час його коронації 1100 року. Попри це, володіння крупних баронів часто продовжували обкладатись за довільною системою і рельєф з них іноді сягав кількох сотень фунтів стерлінгів. У разі несплати рельєфу король міг конфіскувати всі володіння феодала. Зловживання під час призначення королями розміру рельєфу при спадкуванні бароній стали однією з причин масового виступу англійської аристократії проти короля на початку XIII століття, що призвело до затвердження Іоанном Безземельним «Великої хартії вольностей» у 1215 році. В цьому документі вперше законодавчо були зафіксовані максимальні розміри рельєфу, які вже не могли змінюватись королем: 100 фунтів стерлінгів з баронії, 100 шилінгів з лицарського лену. У разі, якщо володіння, яке переходило у спадок, було невеликим за площею чи поділялось між кількома спадкоємцями, величина рельєфу відповідно зменшувалась. Також було зафіксовано, що при спадкуванні ленів неповнолітніми рельєф не підлягав сплаті, оскільки до досягнення ними повноліття король мав право опіки над такими володіннями. 
Право на стягнення рельєфу при спадкуванні ленів зберігалось упродовж всього середньовіччя й було скасовано лише 1646 року у період Англійської революції.

## Рельєф у Шотландії
Перші документальні свідчення про наявність в Шотландії інституту рельєфу належать до XII століття. Можливо, його впровадження до системи феодальних відносин цієї країни пов’язано з масовим наданням земель на васально-ленному праві англо-нормандським лицарям у період правління Давида I. На відміну від Англії, в Шотландії розміри рельєфу не були зафіксовані законодавчо. З іншого боку, немає також даних про зловживання королями чи баронами своїми правами на стягнення рельєфу. В Шотландії склалась практика проведення оцінки прибутковості лицарських ленів для визначення розмірів рельєфу чи сум, що належали сеньйору за правом опіки. Суворого співвідношення між прибутковістю й величиною рельєфу, тим не менш, не існувало: останній міг складати від половини до дворазового розміру оцінки річної прибутковості лену. Стосовно до земельних володінь на праві фью-фармінгу, рельєф зазвичай встановлювався у розмірі двох річних рент. Однак за згодою сторін величина рельєфу могла бути істотно знижена. В Шотландії значення рельєфу для наповнення державної казни було величезним: наприкінці XIII століття сума рельєфу тільки з володінь графа Бухану становила 1097 шотландських марок (понад 700 фунтів стерлінгів), що перевищувало всі надходження в казну від міст, а на початку XVI століття прибутки короля від рельєфів, права опіки та згоди на одруження дочок баронів становили понад 20% сукупного річного бюджету країни. Шотландські королі часто передавали право на стягування рельєфів своїм наближеним чи поступались ним за винагороду винахідливим дворянам.